# 古斯塔夫·阿道夫教堂 (汉堡)

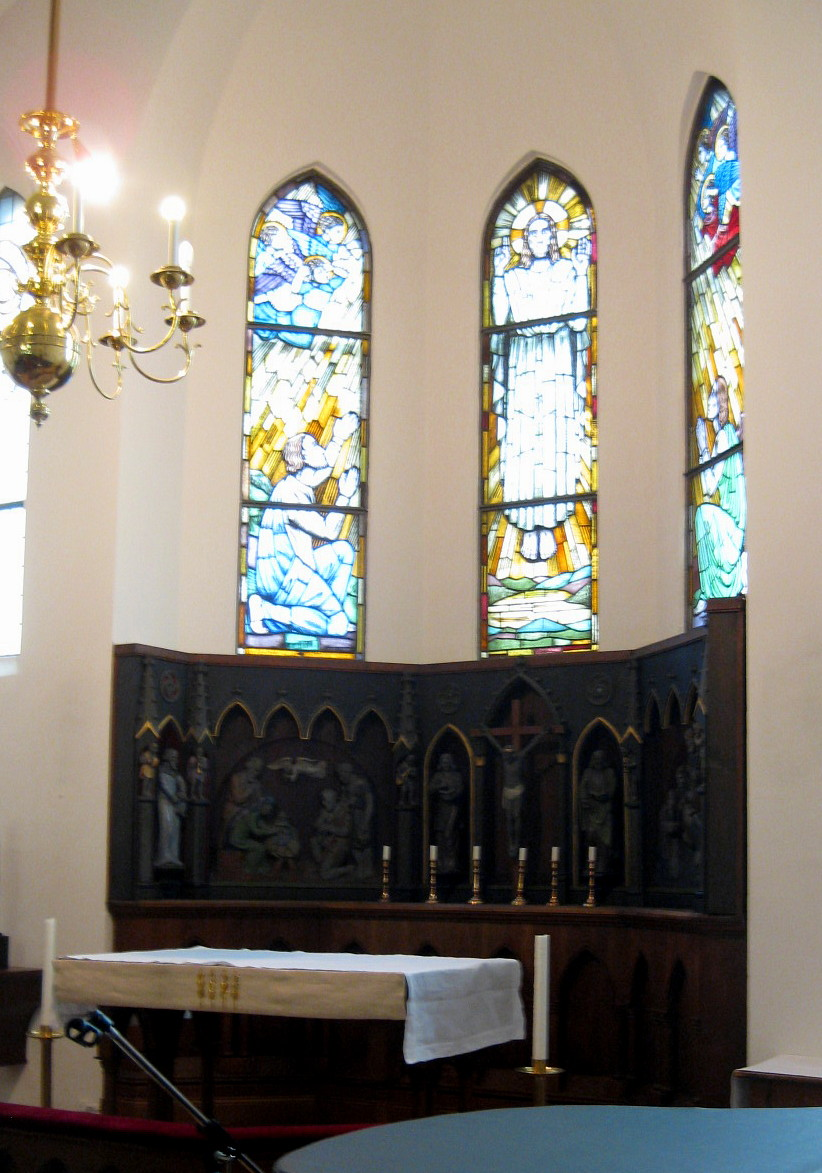

古斯塔夫·阿道夫教堂 (德語：Schwedische Gustaf-Adolfskirche)是德国汉堡新城的一座教堂，属于瑞典教会,建于1906-1907年之间。